# 阿爾希貝山脈

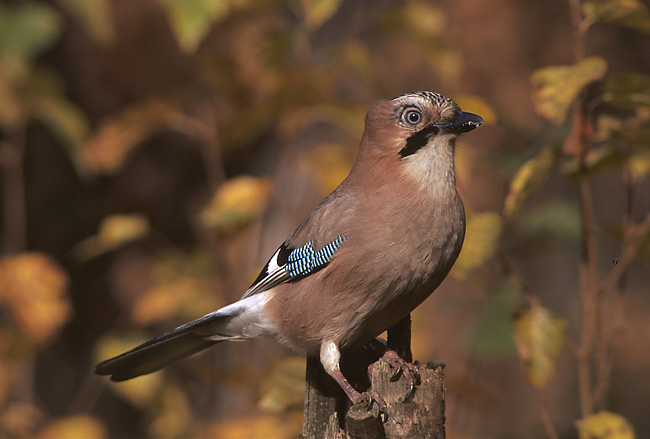

阿爾希貝山脈（西班牙語：Sierra del Aljibe），是西班牙的山脈，位於該國南部加的斯省，處於加蘇萊斯堡和赫雷斯-德拉弗龍特拉之間，最高點海拔高度1,092米。